# Cserneczky Gyula
Cserneczky Gyula (1844 – Budapest, 1888. április 16.) ügyvéd, költő.

## Élete
Budapesten dolgozott ügyvédként. Fiatalabb éveiben az irodalommal is foglalkozott; versei, balladái, Anakreón és Lord Byron után s spanyolból fordított költeményei a Várad című albumban (Nagyvárad, 1864) és másutt jelentek meg.
Szerkesztette a Heckenast-féle Regélőt is.